# Kazushi Kimura
Kazushi Kimura (Hiroshima, 19 luglio 1958) è un dirigente sportivo, allenatore di calcio ed ex calciatore giapponese.

## Caratteristiche tecniche
Ha giocato come trequartista, cercando sempre di farsi servire nell'area di rigore avversaria per sfruttare al meglio le sue abilità di opportunismo. Come finalizzatore trova la rete calciando di destro, in particolare segna con i tiri dalla corta-media distanza, ma con la sua precisione di tiro è capace di trovare il gol anche calciando di punizione.

## Carriera

### Calciatore

#### Club
Comincia a giocare nel Meiji University. Nel 1981 si trasferisce al Nissan Motors, collezionando più di duecento presenze in Japan League Soccer. Aiuterà la sua squadra a vincere sia l'edizione 1988-1989 che quella 1989-1990 della Japan Soccer League, e in entrambi i tornei segnerà otto reti. Vincerà per tre anni di seguito la Japan Soccer League Cup, nelle edizioni 1988, 1989 e 1990 in quest'ultima ha segnato la rete del 3-1 nella finale vinta contro il Furukawa Electric. Nel 1992 il Nissan Motors cambia nome, divenendo Yokohama F·Marinos, periodo in cui viene introdotto il calcio professionistico in Giappone, e Kimura vi milita fino al 1994, vincendo anche l'edizione 1992 della Coppa dell'Imperatore segnando nella finale contro il Verdy Kawasaki il gol del 2-1 nel primo tempo supplementare consegnando la vittoria. Nel campionato professionistico ha segnato un solo gol, nella vittoria per 5-1 ai danni dell'Urawa Red Diamonds.

#### Nazionale
Nel 1979 viene convocato per la prima volta in nazionale. Esordisce il 31 maggio 1979 nella vittoria per 4-0 contro l'Indonesia. Durante le qualificazioni per le Olimpiadi di Mosca il Giappone manca l'obbiettivo, Kimura comunque segna una rete sia nella vittoria per 10-0 contro le Filippine e un'altra nella vittoria per 2-0 contro l'Indonesia. Prenderà parte ai Giochi asiatici, sia nell'edizione del 1982 dove segnerà il gol della vittoria contro l'Iran per 1-0 e un altro nella vittoria per 2-1 contro la Corea del Sud, che nell'edizione del 1986 dove sarà autore di una doppietta vincendo per 5-0 contro il Nepal. Il Giappone ancora una volta non riesce a ottenere la qualificazione per le olimpiadi, ovvero i Giochi di Los Angeles, nonostante l'ottima prestazione di Kimura, contro le Filippine nella prima partita vinta per 7-0 segnerà una doppitta mentre nella seconda vinta per 10-1 sarà autore di cinque reti, inoltre farà il gol del 2-0 nella vittoria contro il Taiwan. Il 26 maggio del 1985 allo Stadio nazionale del Giappone di Tokyo la nazionale nipponica giocherà un'amichevole contro l'Uruguay, a quel tempo campione in carica del Sudamerica, perdendo per 4-1, Kimura ha segnato la rete del temporaneo vantaggio. Il Giappone mancherà per un soffio la qualificazione per i Mondiali in Messico, Kimura ha segnato per ben due volte contro Hong Kong, prima nella vittoria per 3-0 e poi in quella per 2-1. Con la nazionale ha disputato, dal 1979 al 1986 54 gare, mettendo a segno 26 reti.

### Allenatore
Il 16 febbraio 2010 viene nominato allenatore della prima squadra del Yokohama F·Marinos. Rimane sulla panchina del Yokohama F·Marinos fino al 31 dicembre 2011.

### Dirigente
È attualmente dirigente del Yokohama F·Marinos.

## Statistiche

### Presenze e reti nei club
| Stagione                | Squadra                 | Campionato              | Campionato | Campionato | Totale   | Totale |
| Stagione                | Squadra                 | Campionato              | Presenze   | Reti       | Presenze | Reti   |
| ----------------------- | ----------------------- | ----------------------- | ---------- | ---------- | -------- | ------ |
| 1978                    | Meiji University        | ?                       | ?          | ?          | ?        | ?      |
| 1979                    | Meiji University        | ?                       | ?          | ?          | ?        | ?      |
| 1980                    | Meiji University        | ?                       | ?          | ?          | ?        | ?      |
| Totale Meiji University | Totale Meiji University | Totale Meiji University | ?          | ?          | ?        | ?      |
| 1981                    | Nissan Motors           | JSL2                    | 18         | 6          | 18       | 6      |
| 1982                    | Nissan Motors           | JSL                     | 18         | 0          | 18       | 0      |
| 1983                    | Nissan Motors           | JSL                     | 18         | 5          | 18       | 5      |
| 1984                    | Nissan Motors           | JSL                     | 17         | 8          | 17       | 8      |
| 1985-1986               | Nissan Motors           | JSL                     | 21         | 6          | 21       | 6      |
| 1986-1987               | Nissan Motors           | JSL                     | 20         | 2          | 20       | 2      |
| 1987-1988               | Nissan Motors           | JSL                     | 14         | 1          | 14       | 1      |
| 1988-1989               | Nissan Motors           | JSL                     | 22         | 8          | 22       | 8      |
| 1989-1990               | Nissan Motors           | JSL                     | 22         | 8          | 22       | 8      |
| 1990-1991               | Nissan Motors           | JSL                     | 10         | 3          | 10       | 3      |
| 1991-1992               | Nissan Motors           | JSL                     | 22         | 3          | 22       | 3      |
| Totale Nissan Motors    | Totale Nissan Motors    | Totale Nissan Motors    | 202        | 50         | 202      | 50     |
| 1993                    | F·Marinos               | JL                      | 21         | 1          | 21       | 1      |
| 1994                    | F·Marinos               | JL                      | 10         | 0          | 10       | 0      |
| Totale F·Marinos        | Totale F·Marinos        | Totale F·Marinos        | 31         | 1          | 31       | 1      |
| Totale carriera         | Totale carriera         | Totale carriera         | 233+       | 51+        | 233+     | 51+    |

## Palmarès

### Competizioni nazionali
- Campionato giapponese: 2

Nissan Motors: 1988-1989, 1989-1990
- Supercoppa giapponese: 3

Nissan Motors: 1988, 1989, 1990
- Coppa dell'Imperatore: 6

Nissan Motors: 1983, 1985, 1988, 1989, 1991, 1992

### Competizioni internazionali
- Coppa delle Coppe dell'AFC: 2

Nissan Motors: 1991-1992, 1992-1993